# Canton de Marignane
Le canton de Marignane est une circonscription électorale française située dans le département des Bouches-du-Rhône, dans l'arrondissement d'Istres.
À la suite du redécoupage cantonal de 2014, les limites territoriales du canton sont remaniées. Le nombre de communes du canton passe de 2 à 7.

## Histoire
Le canton de Marignane a été créé en 1973.
Un nouveau découpage territorial des Bouches-du-Rhône entre en vigueur à l'occasion des élections départementales de mars 2015, défini par le décret du 27 février 2014, en application des lois du 17 mai 2013 (loi organique 2013-402 et loi 2013-403). Les conseillers départementaux sont, à compter de ces élections, élus au scrutin majoritaire binominal mixte. Les électeurs de chaque canton élisent au Conseil départemental, nouvelle appellation du Conseil général, deux membres de sexe différent, qui se présentent en binôme de candidats. Les conseillers départementaux sont élus pour 6 ans au scrutin binominal majoritaire à deux tours, l'accès au second tour nécessitant 12,5 % des inscrits au 1er tour. En outre la totalité des conseillers départementaux est renouvelée. Ce nouveau mode de scrutin nécessite un redécoupage des cantons dont le nombre est divisé par deux avec arrondi à l'unité impaire supérieure si ce nombre n'est pas entier impair, assorti de conditions de seuils minimaux. Dans les Bouches-du-Rhône, le nombre de cantons passe ainsi de 57 à 29. Le nombre de communes du canton de Marignane passe de 2 à 7.
Le nouveau canton de Marignane est formé de communes des anciens cantons de Châteauneuf-Côte-Bleue (6 communes) et de Marignane (1 commune). Le canton est entièrement inclus dans l'arrondissement d'Istres. Le bureau centralisateur est situé à Marignane.

## Représentation

### Représentation avant 2015
| Période | Période | Identité          | Étiquette                       | Qualité                                                                             |
| ------- | ------- | ----------------- | ------------------------------- | ----------------------------------------------------------------------------------- |
| 1973    | 1979    | Laurens Deleuil   | DVD                             | Ancien instituteur, maire de Marignane de 1947 à 1995                               |
| 1979    | 1985    | Henri d'Attilio   | PS                              | Cadre de l'industrie aéronautique Maire de Châteauneuf-les-Martigues de 1970 à 2003 |
| 1985    | 1998    | Laurens Deleuil   | DVD                             | Maire de Marignane de 1947 à 1995                                                   |
| 1998    | 2011    | Daniel Simonpieri | FN puis MNR puis DVD            | Guichetier, maire de Marignane de 1995 à 2008                                       |
| 2011    | 2015    | Eric Le Dissès    | DVD puis rassemblement national | Maire de Marignane depuis 2008                                                      |

### Représentation après 2015
| Période élective | Période élective | Mandat | Mandat   | Identité        | Nuance | Nuance | Qualité                                                                                          |
| ---------------- | ---------------- | ------ | -------- | --------------- | ------ | ------ | ------------------------------------------------------------------------------------------------ |
| 2015             | 2021             | 2015   | 2021     | Valérie Guarino |        | LR     | Adjointe au Maire de Châteauneuf-les-Martigues jusqu'en 2020 Conseillère départementale déléguée |
| 2015             | 2021             | 2015   | 2021     | Éric Le Dissès  |        | LR     | Maire de Marignane Conseiller départemental délégué                                              |
| 2021             | 2028             | 2021   | en cours | Valérie Guarino |        | LR     | Conseillère sortante, 3ème Vice-Présidente du conseil départemental                              |
| 2021             | 2028             | 2021   | en cours | Éric Le Dissès  |        | RN     | Conseiller sortant, 6ème Vice-Président du conseil départemental                                 |

### Résultats détaillés

#### Élections de mars 2015
À l'issue du 1er tour des élections départementales de 2015, deux binômes sont en ballottage : Laure Chevalier et Richard Cros (FN, 37,30 %) et Valérie Guarino et Éric Le Dissès (Union de la Droite, 35,03 %). Le taux de participation est de 47,70 % (29 067 votants sur 60 939 inscrits) contre 48,55 % au niveau départemental et 50,17 % au niveau national.
Au second tour, Valérie Guarino et Éric Le Dissès (Union de la Droite) sont élus avec 56,21 % des suffrages exprimés et un taux de participation de 51,34 % (16 385 voix pour 31 288 votants et 60 939 inscrits).

#### Élections de juin 2021
Le premier tour des élections départementales de 2021 est marqué par un très faible taux de participation (33,26 % au niveau national). Dans le canton de Marignane, ce taux de participation est de 31,62 % (20 114 votants sur 63 611 inscrits) contre 32,44 % au niveau départemental. À l'issue de ce premier tour, deux binômes sont en ballottage : Valérie Guarino et Éric Le Disses (Union au centre et à droite, 42,08 %) et Adrien Aleo et Laure Chevalier (RN, 33,83 %).
Le second tour des élections est marqué une nouvelle fois par une abstention massive équivalente au premier tour. Les taux de participation sont de 34,3 % au niveau national, 35,52 % dans le département et 35,59 % dans le canton de Marignane. Valérie Guarino et Éric Le Disses (Union au centre et à droite) sont élus avec 62,06 % des suffrages exprimés (13 374 voix pour 22 642 votants et 63 622 inscrits),,. 

## Composition

### Composition avant 2015

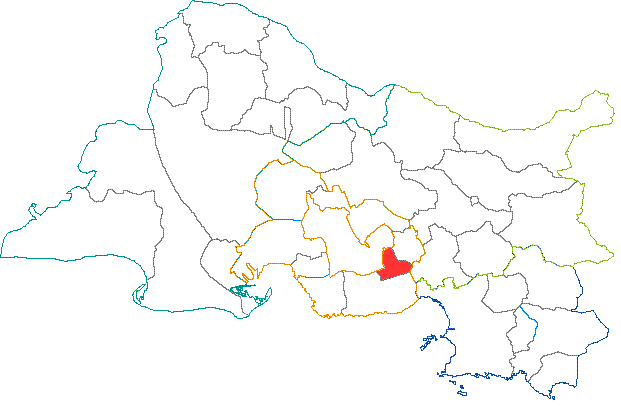
Situation du canton de Marignane dans le département des Bouches-du-Rhône avant 2015.

| Nom                   | Code Insee | Codepostal | Superficie (km2) | Population (dernière pop. légale) | Densité (hab./km2) |
| --------------------- | ---------- | ---------- | ---------------- | --------------------------------- | ------------------ |
| Marignane (chef-lieu) | 13054      | 13700      | 23,16            | 34 485 (2010)                     | 1 489              |
| Saint-Victoret        | 13102      | 13730      | 4,73             | 6 632 (2012)                      | 1 402              |

### Composition à partir de 2015
Le nouveau canton de Marignane comprend sept communes entières.
| Nom                               | Code Insee | Intercommunalité                   | Superficie (km2) | Population (dernière pop. légale) | Densité (hab./km2) | Modifier                                    |
| --------------------------------- | ---------- | ---------------------------------- | ---------------- | --------------------------------- | ------------------ | ------------------------------------------- |
| Marignane (bureau centralisateur) | 13054      | Métropole d'Aix-Marseille-Provence | 23,16            | 33 164 (2022)                     | 1 432              | modifier les données · modifier les données |
| Carry-le-Rouet                    | 13021      | Métropole d'Aix-Marseille-Provence | 10,10            | 5 717 (2022)                      | 566                | modifier les données · modifier les données |
| Châteauneuf-les-Martigues         | 13026      | Métropole d'Aix-Marseille-Provence | 31,65            | 18 364 (2022)                     | 580                | modifier les données · modifier les données |
| Ensuès-la-Redonne                 | 13033      | Métropole d'Aix-Marseille-Provence | 25,83            | 5 796 (2022)                      | 224                | modifier les données · modifier les données |
| Gignac-la-Nerthe                  | 13043      | Métropole d'Aix-Marseille-Provence | 8,64             | 10 030 (2022)                     | 1 161              | modifier les données · modifier les données |
| Le Rove                           | 13088      | Métropole d'Aix-Marseille-Provence | 22,97            | 5 205 (2022)                      | 227                | modifier les données · modifier les données |
| Sausset-les-Pins                  | 13104      | Métropole d'Aix-Marseille-Provence | 12,10            | 7 556 (2022)                      | 624                | modifier les données · modifier les données |
| Canton de Marignane               | 1311       |                                    | 134,45           | 85 832 (2022)                     | 638                | modifier les données                        |

## Démographie

### Démographie avant 2015
| 1975   | 1982   | 1990   | 1999   | 2006   | 2011   | 2012   |
| ------ | ------ | ------ | ------ | ------ | ------ | ------ |
| 31 913 | 36 680 | 38 372 | 40 816 | 39 487 | 40 989 | 41 037 |

### Démographie depuis 2015
En 2022, le canton comptait 85 832 habitants, en évolution de +3,22 % par rapport à 2016 (Bouches-du-Rhône : +2,48 %, France hors Mayotte : +2,11 %).
| 2013   | 2018   | 2022   |
| ------ | ------ | ------ |
| 80 507 | 83 884 | 85 832 |